# 艾曼·奥达
艾曼·阿迪勒·奥达（阿拉伯语：أيمن عادل عودة；1975年1月1日—）是以色列阿拉伯裔律师和政治人物，出生于以色列海法。目前，他担任以色列议会议员（2015年至今）以及和平与平等民主阵线的主席（2015年至今）和秘书长（2006年至今）。